# Castrofilax
Castrofilax (en griego: Καστροφύλαξ, romanizado: Kastrophýlax, tdl. ‘guardián/administrador de la fortaleza’) fue un funcionario local bizantino tardío que se desempeñó como asistente del céfalo (gobernador provincial) en el mantenimiento de la defensa de una ciudad fortificada (kastro) y su guardia.